# Red Mountain (Washington)
Der Red Mountain ist ein Hügel im Benton County im Südosten des US-Bundesstaates Washington nahe den Tri-Cities. Er liegt zwischen dem Rattlesnake Mountain und dem Candy Mountain. Die gesamte Region wird durch den Columbia River, den Snake River und den Yakima River geprägt. Der Berg nimmt eine Fläche von etwa 4.040 Acres (16,3 km²) ein.
Das Red Mountain AVA, Washingtons kleinste Weinregion mit eigener Herkunftsbezeichnung, befindet sich am Südosthang des Red Mountain, zwischen den Städten Benton City und West Richland im größeren Yakima Valley. Etwa 700 der 4.040 Acres (16,3 km²) sind mit Wein bebaut; die Hauptreben sind Cabernet Sauvignon, Merlot, Cabernet Franc, Syrah und Sangiovese. Im Gebiet gibt es 37 Weingüter.
Einige von Washingtons Spitzengütern beziehen ihre Trauben aus der Red Mountain AVA. Der sandig-lehmige Boden der Region hat hohe Gehalte an Kalzium und anderen Alkalien. Die Weingüter am Red Mountain sind durch gute Durchlüftung. leichte Böden und tief wurzelnde Weinstöcke gekennzeichnet. Mit nur 6 in (152,4 mm) bis 8 in (203,2 mm) Jahresniederschlag müssen die Kulturflächen bewässert werden, was es auf der anderen Seite erlaubt, den Wuchs zu kontrollieren und den Wein vor dem Winter rechtzeitig in die Ruhephase zu bringen. Im Schnitt umfasst die Vegetationsperiode am Red Mountain 180 Tage.
|                      |         |                                |
|                      | Kompass | Richland, West Richland, Pasco |
| Benton City, Prosser |         | Kennewick                      |

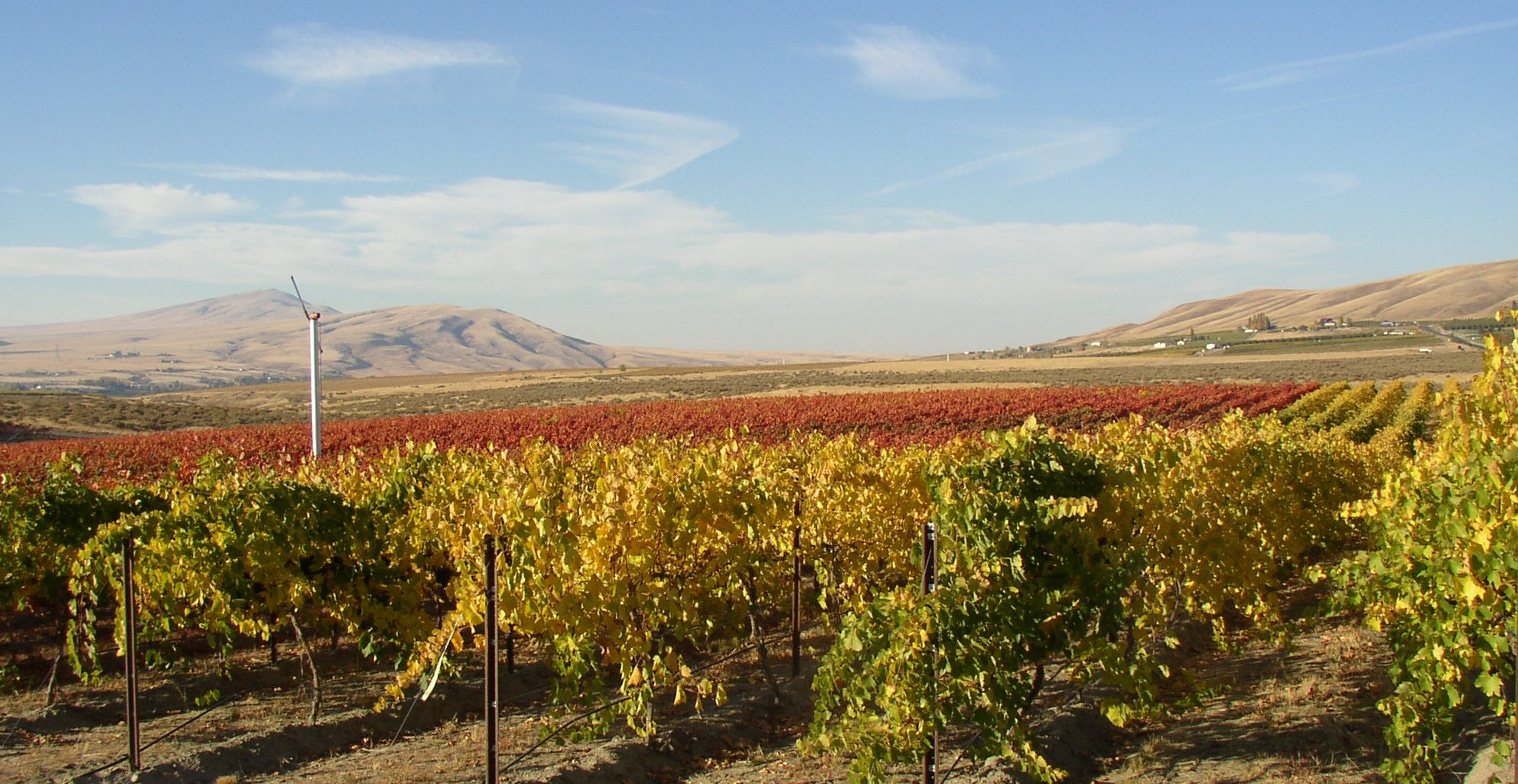
Der Kiona Vineyard mit Blick nach Nordwesten: Der Red Mountain befindet sich rechts, die Yakima River Gap in der Mitte und der Rattlesnake Mountain links.
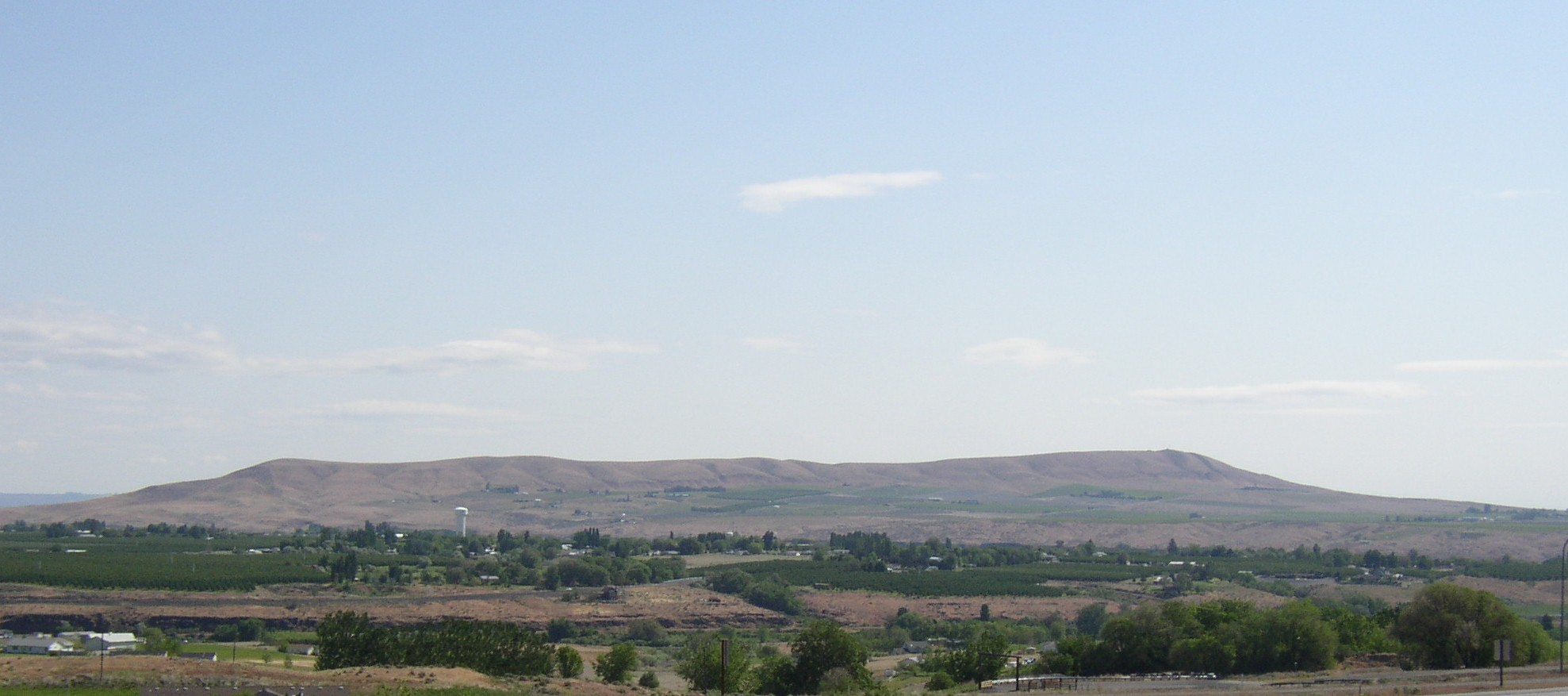
Der Red Mountain von Westen